# Bahamas ai Giochi della XIX Olimpiade
Le Bahamas parteciparono ai Giochi della XIX Olimpiade che si sono svolti a Città del Messico dal 12 al 27 ottobre 1968, con una delegazione di 16 atleti impegnati in tre discipline: atletica leggera, lotta e vela. Fu la quinta partecipazione di questo paese ai Giochi. Non fu conquistata nessuna medaglia.